# آرتور سوم، دوک برتانی
آرتور سوم، دوک بریتانی (برتون: Arzhur؛ ۲۴ اوت ۱۳۹۳ – ۲۶ دسامبر ۱۴۵۸) نظامی اهل فرانسه و از ۱۴۵۷ دوک بریتانی بود. با این حال او در درجه اول به خاطر نقش او در فرماندهی نظامی در جنگ سالهای متمادی معروف است. او در کنار ژان دارک با نیروهای انگلیسی جنگیدند اصلاحات نظامی و اداری او در دولت فرانسه عامل مهمی در تأمین شکست نهایی انگلیسی در جنگ صدساله بود.
نام ریچموند نشان‌دهنده این واقعیت است که او عنوان انگلیس ارل ریچموند را ارث برد، ولی دربار پادشاهی انگلستان آن را هیچ وقت به رسمیت نشناخته بود. در پایان زندگی‌اش، این عناوین به برادرزاده‌اش، پیتر دوم، دوک بریتانی منتقل شد.